# قاعة المشاهير البارالمبية
قاعة فيزا لمشاهير البارالمبية هي قاعة مشاهير أنشأتها اللجنة البارالمبية الدولية.
أُدرج خمسة رياضيين بارالمبيين في قاعة فيزا لمشاهير البارالمبية الرابعة خلال حفل أقيم في لندن في 30 أغسطس 2012.

## المعايير
تُمنح الجائزة كل عامين للشخصيات البارالمبية التي قدمت مساهمات بارزة في النجاح واللعب النظيف، اعتباراً من النسخة الثالثة من الجائزة برعاية فيزا.

## الأعضاء
2006
- يوكو جريب
- أولا رينفال (مدرب)
- آنيمي شنايدر

2008
- كوني هانسن
- كلاوديا هانغست
- بيتر هوفمان
- أندريه فيغر
- كيفن ماكنتوش (مدرب)

2010
- تانيا كاري
- كريس وادل
- رولف هتيش (مدرب)

2012
- لويز سافج
- تريشا زورن
- روبيرتو مارسون
- فرانك بونتا
- كريس هولمز

2014
- جون كريملماير
- إريك فيلالون
- فيرنا بينتله

2016
- جونيتشي كواي
- شانتال بيتيتكلير
- فرانتز نيتليسباخ
- نيرولي فيرهول
- مارتن مورس

## معرض الصور

تنصيب المشاركين بقاعة فيزا لمشاهير البارالمبية لعام 2012
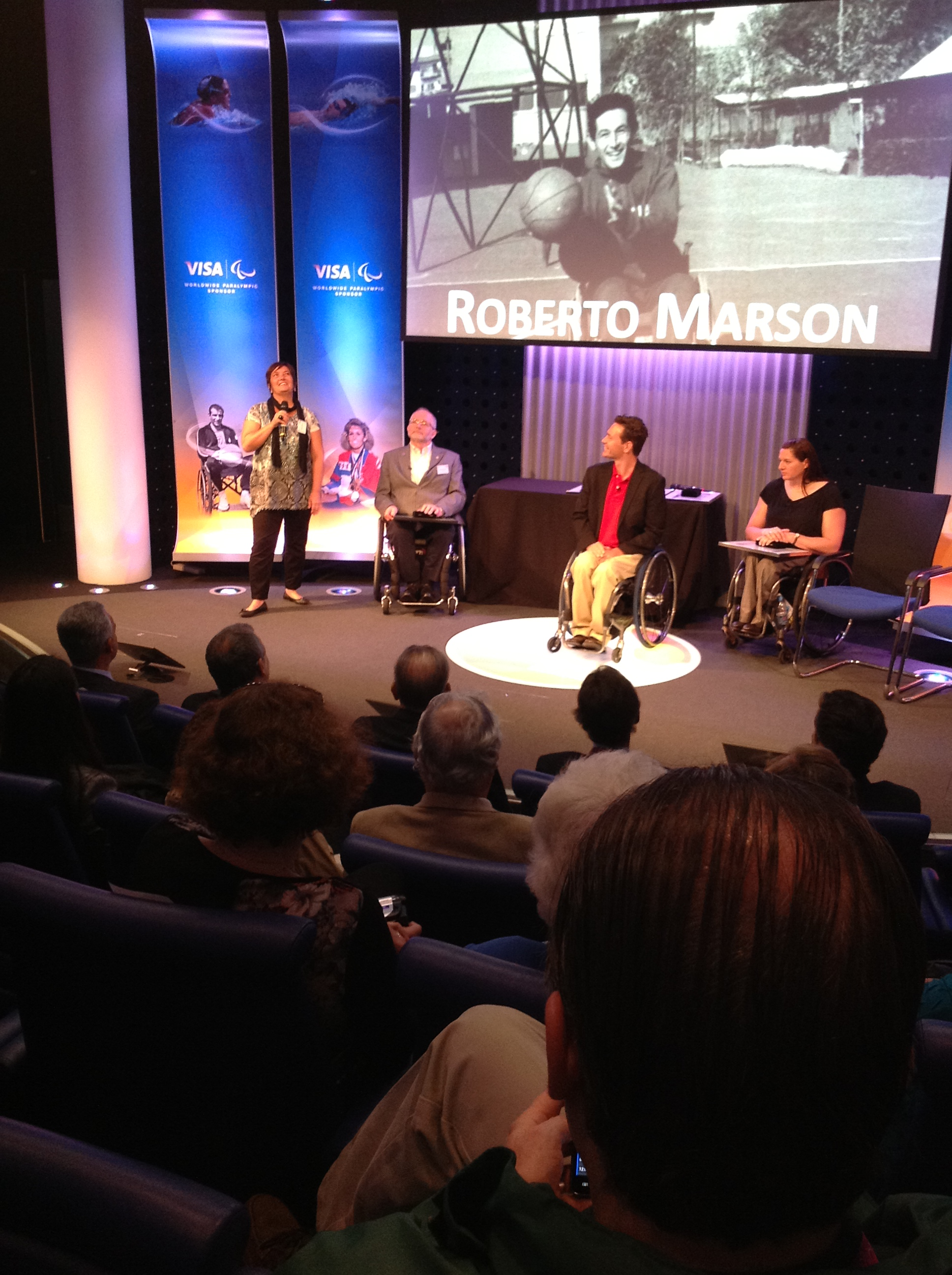
تكريم روبرتو مارسون
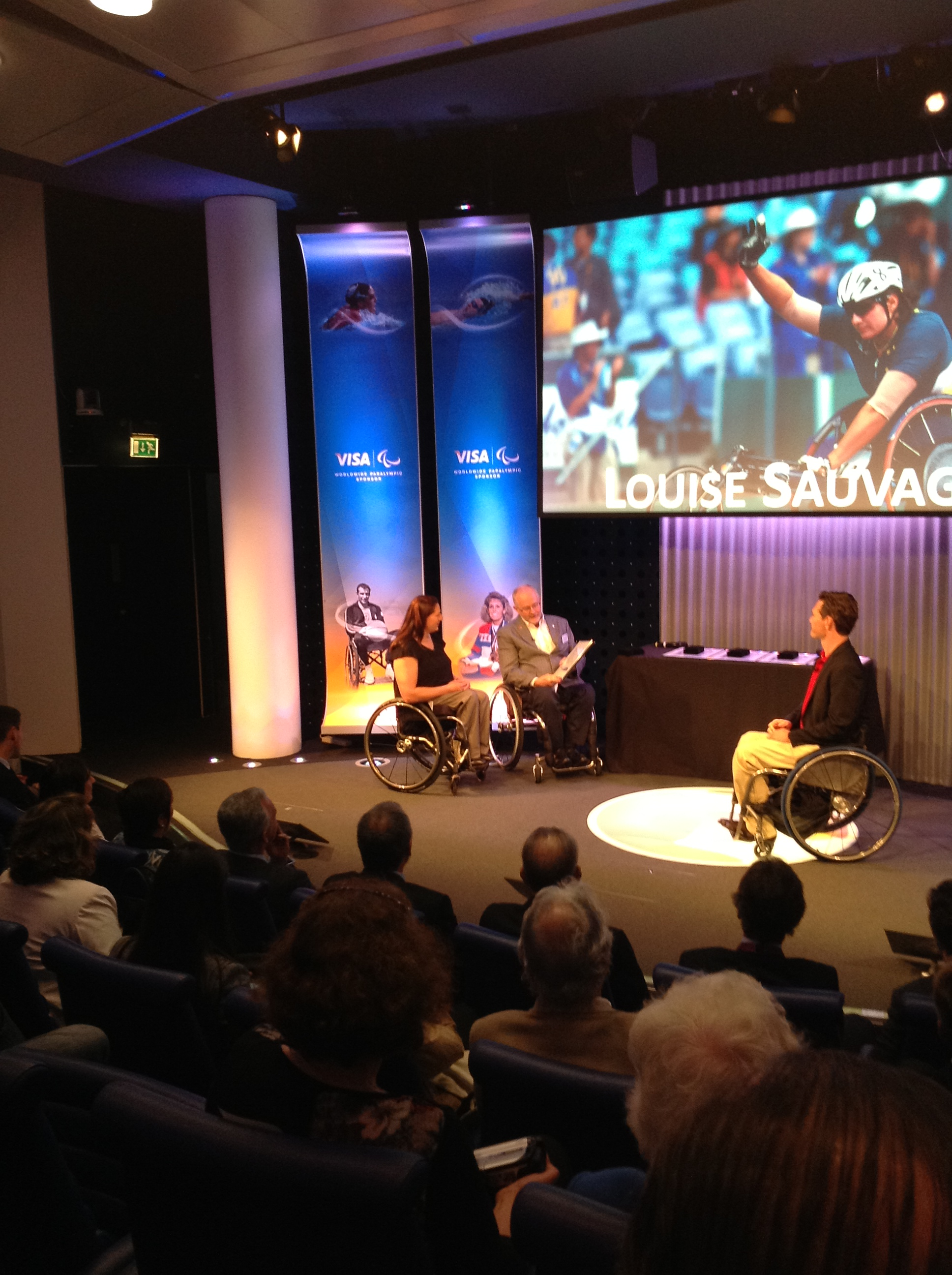
تكريم لويز سافج
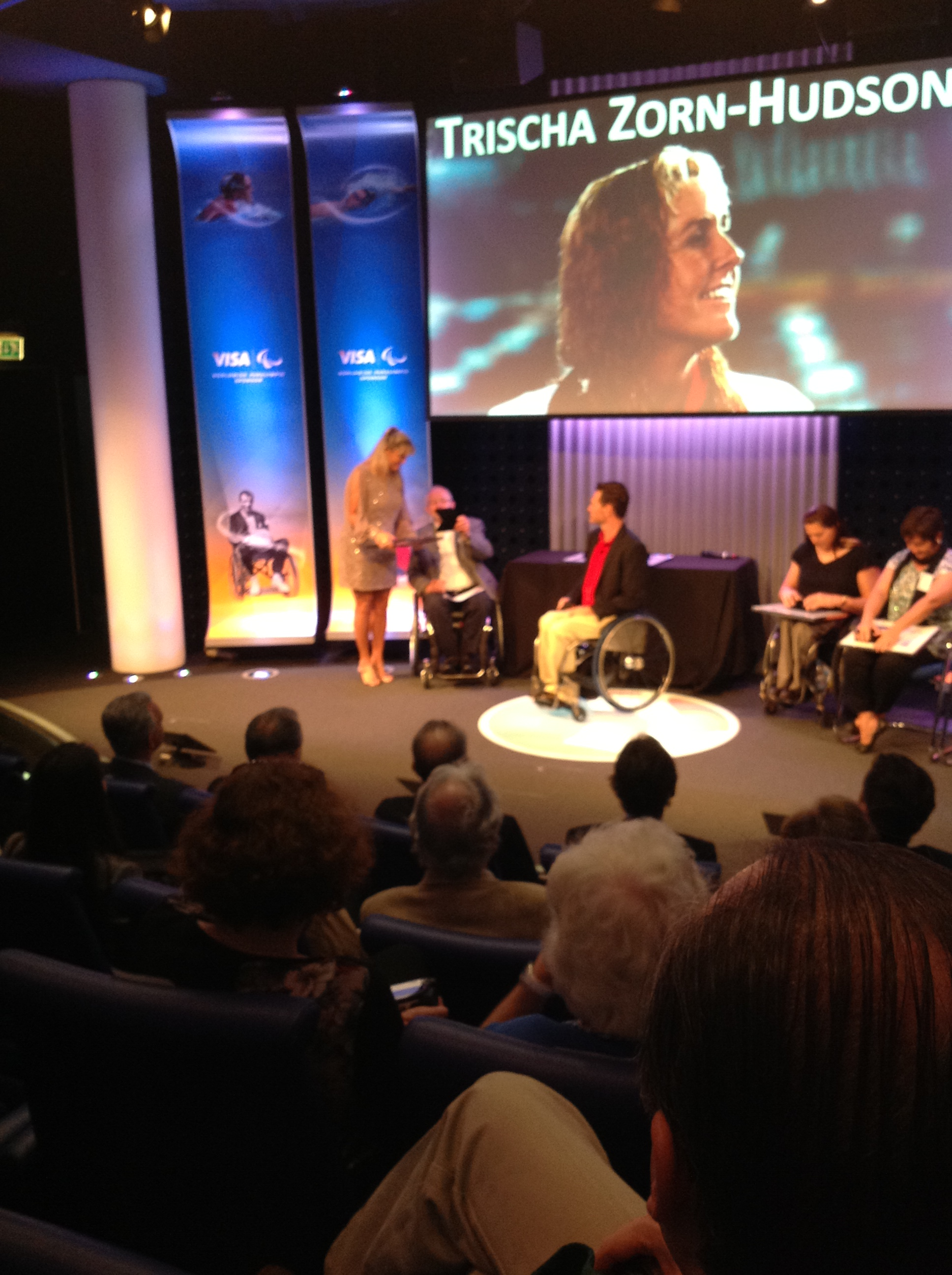
تكريم تريشا زورن
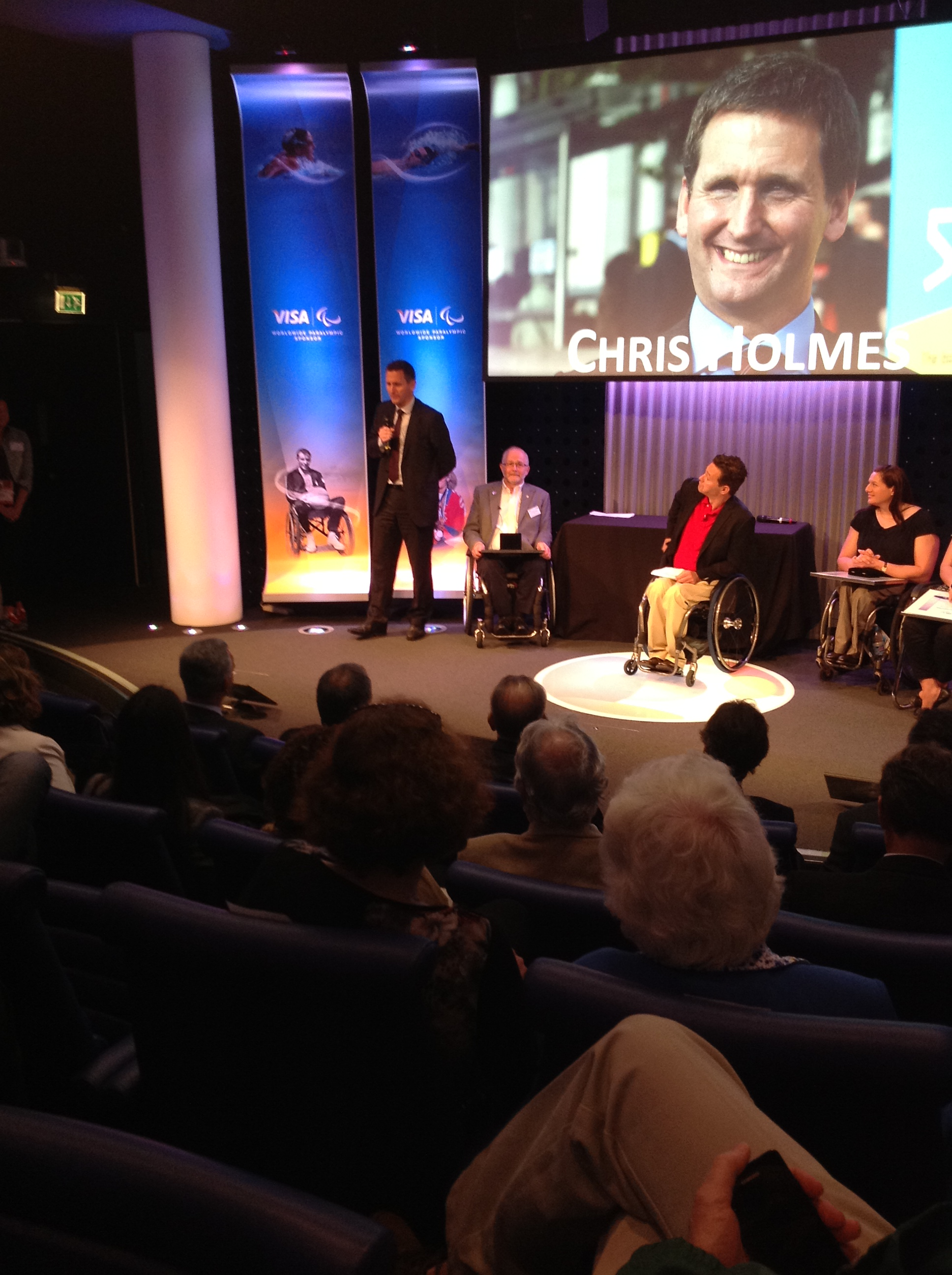
تكريم كريس هولمز